# Élections générales guinéennes de 1974
Des élections générales ont eu lieu en république de Guinée le 27 décembre 1974 pour élire un président de république et une assemblée nationale. À l’époque, le pays était un État à parti unique, avec le Parti démocratique de Guinée – Rassemblement démocratique africain comme seul parti légal. Son leader Ahmed Sékou Touré a été réélu président sans opposition, tandis qu'aux élections législatives, le parti a présenté une liste de 150 candidats pour les 150 sièges (au lieu de 75). Elle a finalement été approuvée par 100 % des électeurs, avec un taux de participation estimé à 99,7 %.

## Résultats

### Président[3],[4]
| Candidat                                 | Candidat                                 | Parti                                    | Votes     | %      |
| ---------------------------------------- | ---------------------------------------- | ---------------------------------------- | --------- | ------ |
|                                          | Ahmed Sékou Touré                        | Parti démocratique de Guinée             | 2 432 129 | 100,00 |
| Total                                    | Total                                    | Total                                    | 2 432 129 | 100,00 |
|                                          |                                          |                                          |           |        |
| Électeurs inscrits/taux de participation | Électeurs inscrits/taux de participation | Électeurs inscrits/taux de participation | 2 436 485 | –      |
| Source : Nohlen et al.                   |                                          |                                          |           |        |

### Assemblée nationale
| Parti                                    | Parti                                    | Votes     | %      | Sièges | +/- |
| ---------------------------------------- | ---------------------------------------- | --------- | ------ | ------ | --- |
|                                          | Parti démocratique de Guinée             | 2 432 129 | 100,00 | 150    | +75 |
| Total                                    | Total                                    | 2 432 129 | 100,00 | 150    | +75 |
|                                          |                                          |           |        |        |     |
| Électeurs inscrits/taux de participation | Électeurs inscrits/taux de participation | 2 436 487 | –      |        |     |
| Source : Nohlen et al. , IPU             |                                          |           |        |        |     |